# رازفان رات
رازفان رات (بالرومانية: Răzvan Dincă Raţ) (مواليد 26 مايو 1981 في سلاتينا - رومانيا) لاعب كرة قدم روماني يلعب حالياً لصالح نادي الدرجة الممتازة باوك سالونيكا اليوناني معاراً من رايو فاليكانو الإسباني منذ 2014 في مركز الظهير الأيسر.

## مسيرته الكروية
لعب رازفان رات خلال مسيرته الاحترافية مع 7 أندية في اثنين وعشرين موسمًا وسجل خلالها 15 هدفًا ضمن 356 مباراة. حيث فاز في ستة مواسم بالكأس وفي تسعة مواسم بالدوري.
خاض رازفان رات مسيرته مع نادي رابيد بوخارست في موسم 1998–99 في المرة الأولى واستمر معه طيلة ثلاثة مواسم ثم في موسم 2001–02 ولمدة موسمين، مشاركًا طوالها في 83 مباراة سجل خلالها 4 أهداف. ثم انتقل إلى FCM Bacău ‏ في موسم 2000–01 لمدة موسم واحد، حيث شارك في 14 مباراة سجل خلالها هدفين. لينتقل بعدها إلى نادي شاختار دونيتسك في موسم 2003–04 ليلعب معه عشرة مواسم، مشاركًا في 173 مباراة سجل خلالها 6 أهداف. ثم انتقل إلى نادي رايو فايكانو في موسم 2013–14 في المرة الأولى لمدة موسم واحد ثم في موسم 2015–16 ولمدة موسمين، مشاركًا طوالها في 36 مباراة ولم يسجل أي هدف. هذا وانتقل لاحقًا إلى نادي باوك في موسم 2014–15 لمدة موسم واحد، مشاركًا في 25 مباراة سجل خلالها 3 أهداف. ثم انتقل بعدها إلى بولي تيميشوارا ‏ في موسم 2017–18 لمدة موسم واحد، مشاركًا في 10 مباريات ولم يسجل أي هدف.

## وصلات خارجية
- رازفان رات على موقع الاتحاد الدولي (مؤرشف)  (الإنجليزية)
- رازفان رات على موقع الاتحاد الأوربي (الإنجليزية)
- رازفان رات على موقع اتحاد أوكرانيا (الإنجليزية)
- رازفان رات على موقع إي إس بي إن إف سي (الإنجليزية)
- رازفان رات على موقع قاعدة بيانات كرة القدم.إي يو (الإنجليزية)
- رازفان رات على موقع ناشيونال فوتبول تيمز (الإنجليزية)
- رازفان رات على موقع Soccerbase.com (لاعب) (الإنجليزية)
- رازفان رات على موقع Soccerway.com (الإنجليزية)
- رازفان رات على موقع عالم كرة القدم.نت (الإنجليزية)
- رازفان رات على موقع كووورة
- معلومات عن اللاعب